# Arthur Moritz Schoenflies
Arthur Moritz Schoenflies (ou Schönflies), né le 17 avril 1853 à Landsberg-sur-la-Warthe et mort le 27 mai 1928 à Francfort-sur-le-Main, est un mathématicien allemand de la fin du XIXe siècle et du début du XXe siècle, célèbre pour sa proposition de classement des cristaux en 230 groupes d'espace publiée en 1891 et pour sa notation des groupes ponctuels de symétrie et des groupes d'espace, communément appelée la notation Schoenflies.

## Biographie
Il commence à étudier les mathématiques à l'université Humboldt de Berlin juste après la guerre de 1870 avec Ernst Kummer et Karl Weierstrass. Il obtient son doctorat à Berlin en mars 1877 et l'année suivante il obtient un poste d'instituteur à Berlin. En 1880, il vient à Colmar en Alsace pour enseigner.
Il écrit alors sa thèse qu'il a présentée à l'université de Göttingen et son habilitation est attribuée en 1884. Felix Klein travaille à cette époque pour fonder une chaire de mathématiques appliquées à Göttingen et en 1892 Schoenflies est nommé à cette chaire.
Il quitte Göttingen en 1899 pour prendre une chaire à l'université de Königsberg, puis en 1911, il devient professeur à l'Académie des sciences sociales et commerciales à Francfort-sur-le-Main. Cette Académie est devenue une université en 1914. Schoenflies finit sa carrière à l'université de Francfort où il sert comme professeur de 1914 jusqu'à 1922 et en devient le recteur à la session 1920-1921.
Il est élu président de la Deutsche Mathematiker-Vereinigung en 1922.

## Œuvres
Schoenflies a travaillé d'abord sur la géométrie et la cinématique mais s'est surtout fait connaître par son travail sur la théorie des jeux et la cristallographie. Klein lui a suggéré de résoudre le problème des groupes ponctuels de symétrie en cristallographie vers la fin des années 1880. Dès avant 1891, il avait dressé la liste complète des 230 groupes d'espace. Sa présentation des groupes d'espace cristallographiques a été publiée en 1892 en utilisant les derniers aspects de la théorie des groupes ponctuels de symétrie et est devenue un classique sur le sujet.
En fait, la classification des groupes d'espace cristallographiques a été faite indépendamment par Evgraf Fedorov. Schoenflies a correspondu avec Fedorov et corrigé quelques erreurs secondaires dans sa classification. Il a réédité sa classification en 1923 et la même année, il a publié un livre sur la cristallographie.
Autour de 1895 Schoenflies a tourné son attention vers la théorie des jeux et la topologie. Il a écrit beaucoup de travaux importants en leur temps, généralisés par la suite par Felix Hausdorff dans ses Grundzüge der Mengenlehre (1914). Trois papiers importants sur la topologie plane ont prouvé l'invariance topologique de la dimension de la surface. Son travail contient des manques et des erreurs qui ont été examinées par Brouwer, qui a fait quelques découvertes profondes en étudiant ces erreurs.
Schoenflies a aussi écrit sur la cinématique et la géométrie projective. Il a écrit des manuels sur la géométrie descriptive et la géométrie analytique et un manuel de calcul conjointement avec Walther Nernst. En 1895, Schoenflies a édité les œuvres complètes de Plücker.

## Famille
Il provient d'une famille juive résidant en Allemagne. Sa femme était Emma Levin avec qui il avait cinq enfants mais deux furent tués dans l'holocauste. De sa parenté, les personnalités suivantes sont connues : Walter Benjamin (dont il est un grand-oncle), Gertrud Kolmar, Gustav Hirschfeld et Julius Elias (de).